# Archivo Histórico de la Provincia de Buenos Aires
El Archivo Histórico de la Provincia de Buenos Aires "Dr. Ricardo Levene" fue creado el 15 de diciembre de 1925, por el entonces Gobernador de la Provincia de Buenos Aires, José Luis Cantilo, mediante el decreto N° 655. Su primer director ad honorem fue el Dr. Ricardo Levene. El Archivo dependía del Ministerio de Gobierno. Actualmente, el archivo cuenta con más de dos millones de documentos, organizados en más de 1200 metros lineales de estantería, y es el segundo en importancia luego del Archivo General de la Nación.
El Archivo se fundó con la intención de centralizar los fondos documentales provenientes de la Legislatura de la Provincia de Buenos Aires, la Suprema Corte de Justicia y la Dirección General de Escuelas, que corrían serio riesgo de pérdida y deterioro. La primera sede del Archivo funcionó en la "Cárcel de Detenidos", en la calle 14 entre 48 y 49 de La Plata. En 1929 se trasladó a su ubicación actual, en el Pasaje Dardo Rocha, en la calle 49 entre 6 y 7, segundo piso, de la ciudad de La Plata.
En 1957, el Decreto-Ley n.º 21.040 estableció que el Archivo debía ser el encargado de preservar y organizar los archivos municipales de la provincia. La existencia de estas fuentes documentales ocasionó que el Archivo se excediera en sus funciones, resolviendo disputas en torno a numerosos conflictos históricos, tales como el suscitado al objetarse una de las placas del Palacio Municipal de La Plata (1938), la investigación sobre la tribu de Coliqueo (1939), sobre la tragedia de Barranca Yaco (1935), sobre Invasiones inglesas (1939), entre otros. También participó en la Comisión de estudio del origen del nombre de 110 partidos provinciales (1942), y la compilación y análisis para estudio y redacción de la historia constitucional de la provincia (1942).
En 1969, el Decreto N° 5532, aprobó el Reglamento del Archivo, y el Archivo pasó a depender del Ministerio de Educación. En 2003, la Ley n.º 13.056 creó el Instituto Cultural de la Provincia de Buenos Aires, y a través de su artículo noveno, el Archivo pasó a estar bajo la órbita de este nuevo instituto.
Actualmente lo dirige la museóloga y docente Alicia Sarno.

## Funciones del archivo
A través del Decreto N° 1.940/03 se actualizaron sus funciones, que pasaron a ser:
- Acrecentar la documentación y difundir el material que constituye el patrimonio del archivo;
- preservar la documentación conforme la normativa vigente;
- planificar y ejecutar acciones de custodia, seguridad y restauración del material propio;
- supervisar y ejercer el control técnico de los archivos de los poderes públicos provinciales;
- asesorar en materia histórica;
- organizar y mantener actualizado su registro documental en forma coordinada con la Comisión Provincial de Patrimonio Cultural de la provincia;
- prestar servicio bibliográfico relacionado con la historia provincial, argentina y americana;
- proponer la celebración de convenios con organizaciones gubernamentales y no gubernamentales en materia de asistencia y colaboración técnica.

## Fondo documental
Si bien la mayor parte del Archivo está compuesta por documentos provenientes de la provincia de Buenos Aires, una buena parte de los documentos anteceden en el tiempo a la formación de la provincia de Buenos Aires. La archivalía está compuesta por documentos que datan desde el siglo XVI, aunque el grueso de la documentación se encuentra concentrada en los siglos XVIII a la primera década del siglo XX. El fondo documental cuenta con las siguientes colecciones.

### Archivo de la Real Audiencia y Cámara de Apelaciones de Buenos Aires
El Archivo del Tribunal de la Real Audiencia de Buenos Aires corresponde a lo que se conoce como "segunda audiencia", a diferencia de la primera que funcionó en Buenos Aires entre 1661 y 1671. En 1785 se constituye esta "segunda audiencia" y el tribunal se instala en Buenos Aires, donde inicia una intensa actividad. El catálogo completo de la sección incluye diversas causas:
- Civil Provincial: Esclavitud; deudas; conflictos relacionados con la propiedad territorial; testamentos; temas de familia (divorcios, alimentos, patronato de hijos); donaciones; alquileres; vencimiento de letras; elecciones del Cabildo; autenticidad de títulos.

- Criminal: comprende causas por fuga de negros, adulterio, falsificación de letras, sospechas por robo, uso de armas, circulación de monedas falsas, suicidios, riñas, malos tratos, peleas, doble matrimonio, ilícita amistad, infidencias, insultos, injurias, violación, mercado ilegal, amancebamiento. Se destacan los siete cuadernos, en dos cuerpos, de la causa por el homicidio del General Juan Facundo Quiroga.

- Superintendencia Provincial: provisión de cargos, vista general de cárceles y soltura de presos, ventas de oficinas, sumarios, entre otros.

- Reales cédulas: abarcan desde 1704 e incluyen cuestiones vinculadas a la administración del Virreinato del Río de La Plata.

Dentro de los archivos de la Real Audiencia, también se encuentran otros sobre disenso, venias supletorias, poderes ultramarinos, información de pobreza y papeles sueltos. Este fondo documental cuenta también con libros varios, una sección que incluye 25 volúmenes sobre diversos temas, tales como los Libros de Procuradores (1800-1841), Copiadores de oficios (1831-1837), entre otros. A estos libros se suman una decena de libros de Protocolos de Escribanos de Cámara. Hay también expedientes referidos a la historia de la imprenta, tales como el expediente sobre la Imprenta de Niños Expósitos o Casa de Cuna y sobre los Autos obrados sobre las cuentas de la Administración de la Imprenta en el tiempo en que estuvo el administrador Dn. Josef de Silva y Aguiar (1783). El fondo documental contiene también libros que van desde 1753 hasta 1792. 
La Cámara de Apelaciones la establece el Triunvirato en 1812, a través del Reglamento de Institución y Administración. Este archivo se extiende de 1812 hasta 1886 y contiene, entre otros:
- Nombramientos de jueces de paz, conjueces, camaristas, agente fiscal y otros funcionarios judiciales.
- Listas de ciudadanos, presos, abogados de la ciudad y la campaña.
- Lista de causas.
- Juicios de disenso.
- Pedidos de indultos.
- Leyes y decretos.
- Cuadernos de poderes.
- Registros de escrituras de ventas e hipotecas.
- Críticas a la situación judicial.
- Fallos.

### Juzgado del Crimen
La sección contiene causas de la justicia de primera instancia en pleitos civiles y criminales llevada por el Cabildo. Los expedientes abarcan desde 1723 a 1927, aunque el grueso de la documentación finaliza en 1902. Este fondo documental está compuesto estrictamente por causas criminales, por lo que resultan de gran interés sociológico e histórico para lo que se conoce como el estudio de mentalidades.

### Otros fondos documentales
- Escribanía Mayor de Gobierno
- Juzgado de Paz
- Tribunales Laborales
- Secciones del Poder Legislativo
- Secciones del Poder Ejecutivo
- Dirección General de Escuelas
- Tribunal de Cuentas y Contaduría General de la Provincia
- Banco Hipotecario
- Sección Documentos Especiales
- Colecciones personales de José Hernández, Carlos Ibarguren, Julio César Avanza, Francisco Antonio Berra, Jorge Homero Lima
- Informes del Archivo
- Biblioteca, hemeroteca y mapoteca

## Publicaciones
El Archivo cuenta con un equipo propio de investigadores, y entre una de sus funciones se encuentra la producción y publicación de diversos materiales escritos alrededor de los fondos documentales que custodia el Archivo. Las diferentes publicaciones están organizadas temáticamente en las siguientes categorías:
- Los archivos históricos de la provincia de Buenos Aires
- Contribución a la historia de los pueblos de la provincia de Buenos Aires
- Documentos del archivo (con reproducciones facsimilares de los documentos)
- Estudios sobre la historia y la geografía histórica de la provincia de Buenos Aires
- Auxiliares descriptivos
- Periodismo y periódicos bonaerenses
- Congresos sobre la historia de los pueblos de la provincia de Buenos Aires
- Gobernadores bonaerenses
- Archivística y preservación documental

## Redes sociales
- Archivo Histórico de la Provincia de Buenos Aires "Dr. Ricardo Levene" en Instagram
- Archivo Histórico de la Provincia de Buenos Aires "Dr. Ricardo Levene" en Facebook
- Archivo Histórico de la Provincia de Buenos Aires "Dr. Ricardo Levene" en X (antes Twitter)

- Datos: Q18581036
- Multimedia: Archivo Histórico de la Provincia de Buenos Aires / Q18581036